# Corydalis philippi
Corydalis philippi är en vallmoväxtart som beskrevs av M. A. Mikhailova. Corydalis philippi ingår i släktet nunneörter, och familjen vallmoväxter. Inga underarter finns listade i Catalogue of Life.